# نادي كوبان كراسنودار
نادي كوبان (بالروسية: Футбольный клуб "Кубань" Краснодар) هو نادي كرة قدم روسي مقره في كراسنودار. في عام 2011 بدأ الفريق يلعب في الدوري الروسي الممتاز بعد أن فاز بدوري الدرجة الأولى الروسي لأول مرة في 2010.
يعد كوبان من من أقدم أندية كرة القدم في روسيا حيث كان تأسيسه في سنة 1928.

## وصلات خارجية
- الموقع الرسمي (بالروسية)
- الموقع الرسمي للجماهير (بالروسية)